# Gluey Porch Treatments
Gluey Porch Treatments è il primo album dei Melvins, pubblicato nel 1987 dalla Alchemy Records. La versione originale è stata pubblicata solo in vinile. Esiste anche una versione in musicassetta, comprendente anche l'album 6 Songs, pubblicata dalla Boner Records, ed appare come materiale bonus nella versione CD dell'album OZMA.
Il pezzo Leeech era originariamente un pezzo dei Green River intitolato Leech.

## Formazione
- Buzz Osborne - voce, chitarra
- Matt Lukin - basso, voce
- Dale Crover - batteria

## Tracce
1. Eye Flys (Osborne) - 6:16
2. Echo Head/Don't Piece Me (Osborne) - 2:51
3. Heater Moves And Eyes (Osborne) - 3:52
4. Steve Instant Neuman (Osborne) - 1:31
5. Influence of Atmosphere (Osborne) - 1:51
6. Exact Paperbacks (Osborne) - 0:43
7. Happy Grey or Black (Osborne) - 2:01
8. Leeech (Arm/Turner) - 2:32
9. Glow God (Osborne) - 0:51
10. Big as a Mountain (Osborne) - 0:57
11. Heaviness of the Load (Osborne) - 3:06
12. Flex With You (Osborne) - 0:54
13. Bitten Into Sympathy (Osborne) - 1:45
14. Gluey Porch Treatments (Osborne) - 0:48
15. Clipping Roses (Osborne) - 0:49
16. As It Was (Osborne) - 2:51
17. Over From Under the Excrement (Osborne) - 4:39
18. Echohead (Demo) (Osborne) - 0:32
19. Flex With You (Demo) (Osborne) - 0:58
20. Don't Piece Me (Demo) (Osborne) - 2:20
21. Bitten Into Sympathy (Demo) (Osborne) - 1:30
22. Exact Paperbacks (Demo) (Osborne) - 0:46
23. Glow God/Big As A Mountain (Demo) (Osborne) - 1:55
24. Heaviness Of The Load (Demo) (Osborne) - 3:04
25. Happy Gray Or Black (Demo) (Osborne) - 1:59
26. Heater Moves And Eyes (Demo) (Osborne) - 4:29
27. Gluey Porch Treatments (Demo) (Osborne) - 0:52
28. Eye Flys (Demo) (Osborne) - 3:11
29. Clipping Roses (Demo) (Osborne) - 0:55

- Le tracce 18-29 sono bonus track presenti solo nella versione del 2000, ristampata dalla Ipecac Recordings.